# The Death of the Incredible Hulk
The Death of the Incredible Hulk je americký televizní akční film z roku 1990, který natočil Bill Bixby podle komiksových příběhů o Hulkovi. Snímek je posledním z trojice televizních filmů, které navazují na seriál The Incredible Hulk, jehož vysílání bylo ukončeno v roce 1982. V předchozích letech vznikly také snímky Návrat neuvěřitelného Hulka (1988) a Proces s neuvěřitelným Hulkem (1989).

## Příběh
Doktor David Banner nyní používá jméno David Bellamy, pod kterým pracuje jako mentálně zaostalý uklízeč v přísně střeženém vědeckém výzkumném zařízení v Portlandu. Získává tím přístup k práci jednoho z místních vědců, Ronalda Pratta. Myslí si totiž, že by Prattovy studie mohly být klíčem k vyléčení Bannerova stavu, který se při vzteku nebo silném strachu mění ve velké zelené monstrum zvané Hulk. O Prattovu práci však mají zájem i východoevropští špióni v čele s nemilosrdným Kašou, který donutí svoji podřízenou Jasmin, aby ukradla složky z Prattovy laboratoře.

## Obsazení
- Bill Bixby jako David Banner
- Lou Ferrigno jako Hulk
- Elizabeth Gracen jako Jasmin
- Philip Sterling jako Ronald Pratt
- Barbara Tarbuck jako Amy Pratt
- Anna Katerina jako Bella / Vošenko
- John Novak jako Zed
- Andreas Katsulas jako Kaša